# 新井遥
新井 遥（あらい はるか、2000年〈平成12年〉7月31日 - ）は、日本のモデル、タレント、元グラビアアイドル。
東京都出身。芸能事務所エーライツ所属。夫はプロサッカー選手でアビスパ福岡所属の上島拓巳。

## 略歴
高校3年生の頃、恋愛リアリティ番組に出たいと思い事務所のオーディションを受ける。
2019年、AbemaTVのリアリティ番組『今日、好きになりました。』の第15弾「東京編」と第16弾「沖縄編」に出演。東京では川村海斗から告白されるがフる一方、佐々木佑輔に告白するがフラれる。続く沖縄では吉開一生とカップルを成立させたが、わずか1年弱で別離している。
2020年、「ミスマガジン2020」に応募し、同年7月21日、応募総数2,788名の中からベスト16に進出。同7月30日未明放送の『矢口真里の火曜 The NIGHT』にベスト16メンバーで出演し「The NIGHT賞」を獲得した。同年10月6日、ミスマガジン2020グランプリを受賞し、週刊ヤングマガジンなど各誌でグラビアを飾っている。例年10代後半の受賞者が多かったミスマガジンにおいて、20代の女性がグランプリを受賞したのは新井が初めてであった。
2022年8月17日、自身のインスタグラムでプロサッカー選手で当時柏レイソル所属の上島拓巳と結婚したことを発表。22歳での結婚で、令和改元後のミスマガジングランプリ受賞者としては初の成婚者となった。同年10月18日には、結婚発表後初めての公の場となる「ミスマガジン2022 発表イベント」に歴代グランプリの沢口愛華・豊田ルナ・和泉芳怜（PiXMiX）と共に登場した。その後、2024年1月5日、自身のインスタグラムで第一子となる女児を出産したことを明かしている。

## 人物
- 名前の「遥」は、「遥か遠くへ行ってしまえ」という両親の思い付きで命名されたという[動画 3]。
- 趣味は岩盤浴、温泉に入ること、ランニング。なかでもランニングは、スタイル維持のため10kmは走る[13]。
- 兄が1人いる[動画 3]。
- 同い年で『今日好き』にも出演していた坂巻有紗と仲が良い[動画 4]。
- 2010年のミスマガジングランプリ受賞者だった新川優愛を目標としている[2]。

## 出演

### Web番組
- 今日、好きになりました。（2019年1月 - 3月、AbemaTV）[1][9]
- 渋谷オルガン坂生徒会（2019年8月16日・9月7日、DHCテレビジョン）
- 矢口真里の火曜 The NIGHT（2020年7月30日[11][12]、同12月2日[18]、Abema TV）

### イベント
- ボートレース三国 presents 「GIRLS MEETING KOMATSU」（2019年7月28日[19]、イオンモール新小松）
- TGC teen 2019 SUMMER（2019年7月29日[20]、新木場STUDIO COAST）
- TGC teen 2019 WINTER（2019年12月25日[21]、新木場STUDIO COAST）
- KCE FASHION LEADERS 2020 A/W（2020年1月5日、なんばHatch）
- 超十代-ULTRA TEENS FES-2021 PREMIUM（2021年3月30日[22]、豊洲PIT）
- COLORZ powered by SHEIN（2022年7月 - 8月[23][24]、Zepp Nagoya、Zepp Haneda、日比谷野外音楽堂）

### MV
- IVVY「Freeze」（アルバム『AWAKE』所収、2020年）[注釈 3]
- the quiet room「キャロラインの花束を」（アルバム『花束のかわりに』所収、2021年）[注釈 4]
- Bye-Bye-Handの方程式「midnight parade」（アルバム『すくーぷ』所収、2022年）[注釈 5]

## 書籍

### 雑誌
- 週刊ヤングマガジン（講談社）
  - 2020年35号（2020年7月27日発売） - ミスマガジン2020 ベスト16[26]
  - 2020年36・37合併号（2020年8月3日発売） - ミスマガジン2020 ベスト16[27]
  - 2020年46号（2020年10月12日発売） - 表紙・ミスマガジン2020[14]
  - 2021年1号（2020年11月30日発売） - 初ソロ表紙[28]
  - 2021年4・5合併号（2020年12月21日発売） - 表紙・ミスマガジン2019&2020[29]
  - 2021年22・23合併号（2021年4月26日発売） - 表紙・ミスマガジングランプリ（沢口愛華・豊田ルナと共演）[30]
  - 2021年31号（2021年6月28日発売） - 表紙[31]
  - 2021年45号（2021年10月4日発売） - 表紙[32]
  - 2022年4・5合併号（2021年12月27日発売） - 表紙・ミスマガジン2020&2021[33]
  - 2022年21・22合併号（2022年4月25日発売） - 表紙・ミスマガジングランプリ（沢口愛華・豊田ルナ・和泉芳怜と共演）[34]
- 月刊ヤングマガジン（講談社）
  - 2020年12号（2020年11月20日発売） - 表紙・ミスマガジン2020[35]
  - 2021年5号（2021年4月20日発売）[36]
  - 2021年12号（2021年11月18日発売）[37]
- 週刊少年マガジン（講談社）
  - 2021年16号（2021年3月17日発売） - 表紙・ミスマガジン2020[38]
  - 2021年50号（2021年11月10日発売） - 表紙[39]

### 写真集
- Far away（2021年10月6日、講談社、撮影：LUCKMAN） ISBN 978-4065250082[注釈 6]